# The Football Club Social Alliance
Die Football Club Social Alliance (FCSA) ist ein Netzwerk europäischer Profi-Fußballclubs, die sich gemeinsam sozial engagieren. Die FCSA führt internationale Projekte in Krisen- und ehemaligen Kriegsgebieten durch und setzt sich in Europa für den Behindertenfußball ein.

## Ziele
Die Partnerclubs der FCSA haben sich zum Ziel gesetzt, mit Hilfe des Fußballs junge Menschen in Krisen- und Entwicklungsgebieten in ihrer Arbeit mit benachteiligten Kindern zu unterstützen. Vor Ort bilden die Experten der Clubs junge Frauen und Männer gemeinsam mit lokalen Partnern zu sogenannten „Young Coaches“ aus. Dabei handelt es sich um Kinderfußballtrainer, die auch als soziales Vorbild dienen sollen. Das Engagement der FCSA hat nicht das Ziel der Talentsuche oder -förderung. Der Fokus der FCSA liegt ausschließlich auf der Ausbildung der Young Coaches, um diese auf ihre Arbeit mit benachteiligten Kindern in ihrem Umfeld vorzubereiten.

## Scort Foundation
Die Football Club Social Alliance wurde von der Scort Foundation gegründet. Die Scort Foundation ist eine politisch und religiös unabhängige, gemeinnützige Stiftung mit Sitz in Basel, Schweiz (Stiftungsgründung nach Schweizerischem Stiftungsrecht am 27. Januar 2010). Die Stiftung ist verantwortlich für Projektmanagement, Akquirierung und Koordination der Partner, Finanzierung, Buchhaltung, Berichterstattung sowie Wirkungsmessung des Programms. Auch das Programm für die Ausbildung zum Young Coach wurde von Scort entwickelt. Die Scort Foundation trägt die Personalkosten für das Projektmanagement als Eigenbeitrag.

## FCSA-Partnerclubs
- FC Basel 1893[1]
- SV Werder Bremen[2]
- Bayer 04 Leverkusen[3]
- FK Austria Wien[4]
- FC Schalke 04[5]
- 1. FSV Mainz 05[6]

## Stiftungsrat
- Gigi Oeri (Präsidentin)
- Pierino Lardi (Vizepräsident)
- Pierre Jaccoud
- Claudio Sulser

Ehemalige Stiftungsräte seit 2010:
- Adolf Ogi (2010–2013, weiterhin Ehrenmitglied der Stiftung)
- Michael Kessler (2010–2018, verstorben am 10. August 2018)
- Peter Knäbel (2014–2016)